# Crăciunești, Transcarpatia
Crăciunești (în ucraineană Карачин, transliterat: Karaciîn, în maghiară Karácsfalva) este un sat în comuna Perehrestea din raionul Vînohradiv, regiunea Transcarpatia, Ucraina.

## Demografie
Componența lingvistică a localității Crăciunești
     Maghiară (83,25%)
     Ucraineană (16,5%)
     Alte limbi (0,25%)
Conform recensământului din 2001, majoritatea populației localității Crăciunești era vorbitoare de maghiară (83,25%), existând în minoritate și vorbitori de ucraineană (16,5%).

## Personalități
- Alexandru Stoica⁠(en)[traduceți] (1890-1943), episcop greco-catolic